# (3495) Colchagua
(3495) Colchagua es un asteroide que forma parte del cinturón exterior de asteroides y fue descubierto el 2 de julio de 1981 por Luis Eduardo González desde la Estación Astronómica de Cerro El Roble, Chile.

## Designación y nombre
Colchagua fue designado al principio como 1981 NU.
Más adelante, en 1987, se nombró por la provincia chilena de Colchagua, lugar de nacimiento del descubridor.

## Características orbitales
Colchagua orbita a una distancia media de 3,219 ua del Sol, pudiendo alejarse hasta 3,601 ua y acercarse hasta 2,837 ua. Tiene una excentricidad de 0,1188 y una inclinación orbital de 2,485 grados. Emplea 2110 días en completar una órbita alrededor del Sol.

## Características físicas
La magnitud absoluta de Colchagua es 11,6.